# Ronald Hernández
Ronald José Hernández Pimentel (* 21. September 1997 in Barinas) ist ein venezolanischer Fußballspieler, der beim FC Aberdeen in der Scottish Premiership unter Vertrag steht. Er ist zurzeit an Atlanta United in die Major League Soccer verliehen.

## Karriere

### Verein
Ronald Hernández begann seine Karriere in seiner Geburtsstadt beim Zamora FC. Bis zum Jahr 2015 spielte er in den verschiedenen Jugendmannschaften des Vereins. In der Saison 2015 debütierte er in der ersten Mannschaft in der Primera División. In den Jahren 2015 und 2016 wurde der Verein venezolanischer Meister. Hernández kam dabei jeweils in jeder Spielzeit viermal zum Einsatz. Nach der U-20-Weltmeisterschaft wechselte er nach Norwegen zu Stabæk Fotball. Bei seinem neuen Verein in Europa wurde er Anhieb Stammspieler. In drei Spielzeiten kam er auf 57 Ligaspiele in der Eliteserien, der höchsten Spielklasse in Norwegen.
Im Januar 2020 wechselte der 22-jährige Hernández nach Schottland zum FC Aberdeen. In Aberdeen kam Hernández kaum zum Einsatz, woraufhin er ab Februar 2021 an Atlanta United in die Major League Soccer verliehen wurde.

### Nationalmannschaft
Hernández spielte mindestens ab dem Jahr 2017 für die U20-Nationalmannschaft seines Heimatlandes Venezuela. Im Januar und Februar 2017 nahm er mit der Mannschaft an der Südamerikameisterschaft dieser Altersklasse in Ecuador teil. Als Dritter qualifizierte sich die Mannschaft um Hernández für die Weltmeisterschaft in Südkorea, die im Mai und Juni 2017 stattfand. Als Außenseiter in das Turnier gestartet, erreichte das Team überraschend das Finale. In diesem unterlag Hernández mit seiner U20-Nationalelf in Suwon mit 0:1 gegen England.
Im Oktober 2017 debütierte er in der A-Nationalmannschaft gegen Paraguay. Zwei Jahre später nahm er mit seiner Auswahlmannschaft an der Copa América 2019 teil, bei der das Viertelfinale erreicht wurde.